# Комитеты Исламской революции
Комите́ты Исла́мской револю́ции (перс. کمیته‌های انقلاب اسلامی‎ / Комитэхо́йэ энкэло́бэ эсломи́), среди иранцев также был известен как Комите́т (перс. کمیته‎ / Комитэ́) — главный правоохранительный орган Исламской Республики Иран после Исламской революции 1979 года. Был организован во время осуществления революции, утвердился после окончания революции и существовал в качестве главного правоохранительного органа страны до 1991 года. 1 апреля 1991 года, Комитеты Исламской революции, а также еще два правоохранительных органа Ирана — Шахрбани и Жандармерия Ирана были упразднены и объединены в Силы правопорядка Исламской Республики Иран.
Комитеты Исламской революции находились под надзором Министерства внутренних дел Исламской Республики Иран и Правительства Исламской Республики Иран. Главой комитетов Исламской революции являлся министр внутренних дел Исламской Республики Иран. Среди известных командующих Комитетов Исламской революции были крупные иранские государственные и религиозные деятели — аятолла Мохаммад-Реза Махдави Кани (впоследствии премьер-министр Ирана и председатель Совета экспертов), ходжат-оль-ислам Али Акбар Натек-Нури (впоследствии министр внутренних дел и Исламского консультативного совета).